# GSG 9

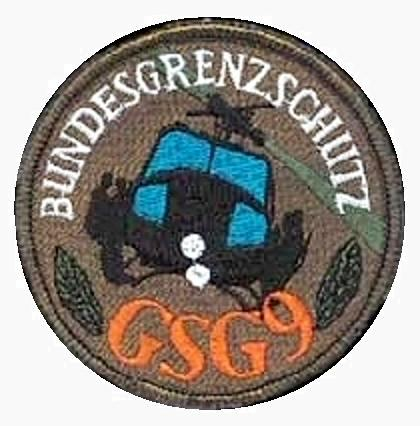
Эмблема подразделения

GSG 9 (нем. Grenzschutzgruppe 9 — Группа охраны границ 9) — подразделение спецназа Федеральной полиции Германии. GSG 9 было сформировано в сентябре 1973 года, ровно через год после трагической гибели израильских спортсменов на Олимпиаде в Мюнхене, с целью пресечения террористических действий на территории Германии в будущем.
Спецгруппа находится в прямом и единственном подчинении у министра внутренних дел Германии, командир спецподразделения круглосуточно готов к началу действий. Группа готова отправиться в любую точку земного шара по заявке министра внутренних дел государства, где произошёл инцидент (после команды министра внутренних дел Германии). Подобная организация управления участием помогает избежать ненужного задействования GSG 9 в менее значительных операциях, отреагировать на которые способны подразделения более низкого ранга боеспособности и других целевых направлений.

## Отбор и подготовка
GSG 9 комплектуется добровольцами из Федеральной полиции Германии. Ежегодно набирается около 150 кандидатов. Успешно прошедшие все тесты допускаются к курсу тренировок, который длится 22 недели.

## Состав
Точное количество сотрудников GSG 9 держится в секрете. По словам бывшего командира Ульриха Вегенера в 2017 году отряд насчитывал около 400 человек. Основными являются три оперативных отряда:
- GSG 9/1 — специализируется на проведении антитеррористических действий в стандартных условиях, 100 человек личного состава,
- GSG 9/2 — антитеррористические действия на судах и прочих морских объектах, 100 человек личного состава
- GSG 9/3 — группа десантников-парашютистов, 50 человек личного состава.

Каждый отряд делится на оперативные группы, насчитывающие пять человек. Эти группы не статичны — в зависимости от условий могут быть сформированы специализированные группы бойцов, состоящие из необходимых в конкретной ситуации бойцов с разными навыками и способностями. Кроме оперативных групп, в составе GSG 9 имеются штабная группа, вертолётное звено, учебный отряд, отряд связи и информации, группа техников и подразделение снабжения.

## Вооружение

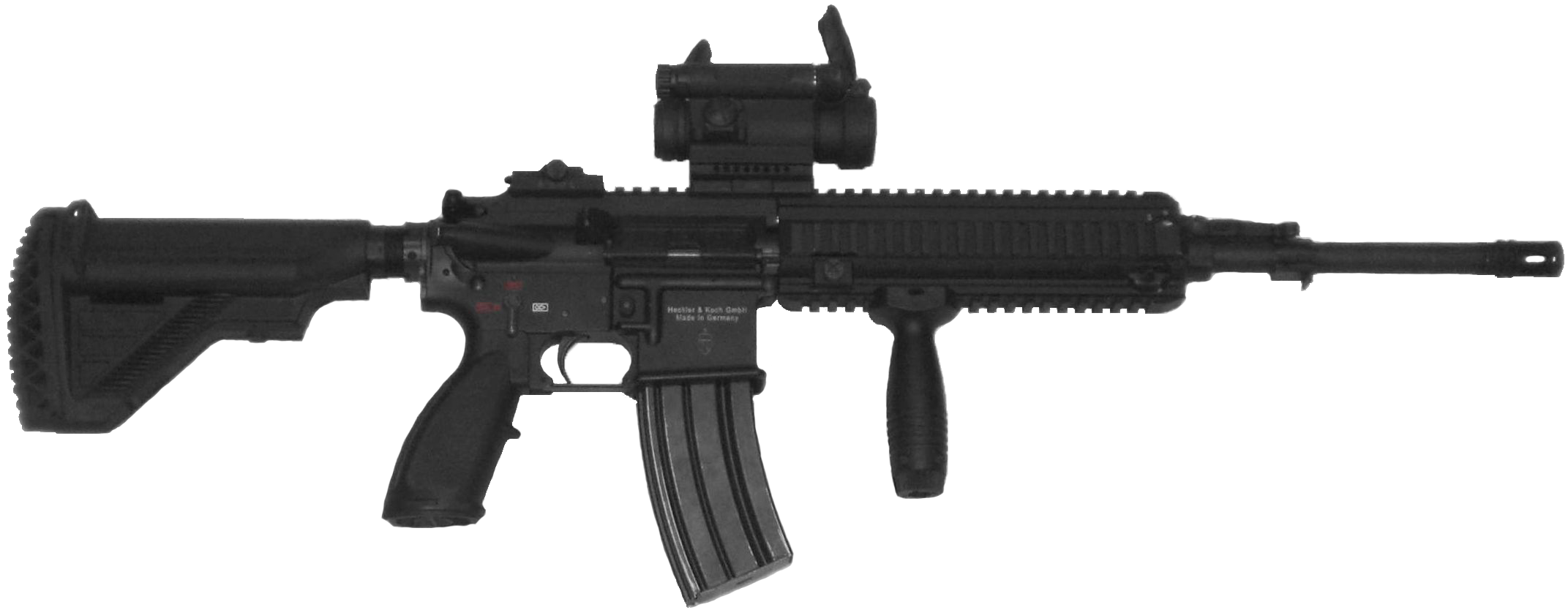
HK 416

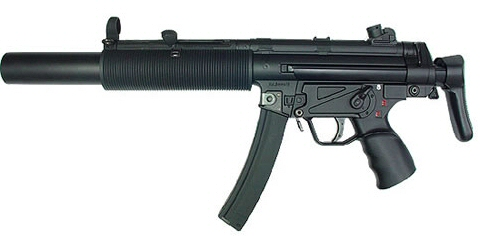
HK MP5SD

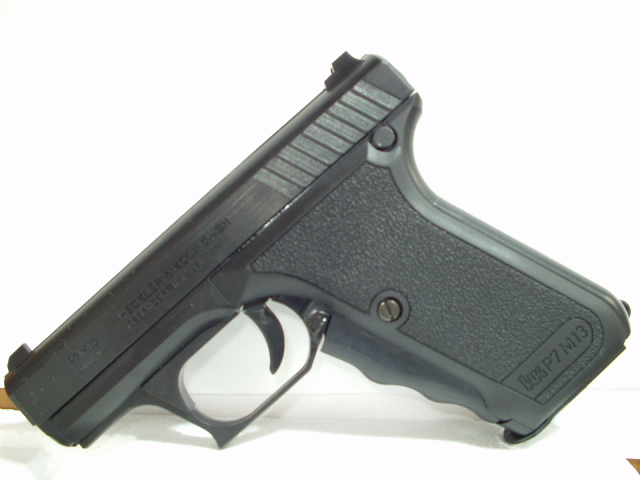
HK P7M13

- Пистолет-пулемёт HK MP7 (Heckler & Koch)
- Пистолет-пулемёт HK MP5 (Heckler & Koch)
- Автомат HK 416 (Heckler & Koch)
- Автомат HK G36 (Heckler & Koch)
- Пулемёт HK21 (Heckler & Koch)
- Снайперская винтовка HK PSG1 (Heckler & Koch)
- Снайперская винтовка DSR-1 (AMP Technical Services)
- Автомат SIG 550 (Schweizerische Industrie Gesellschaft)
- Автомат SIG Modell 551 — SWAT (SIG) (Kaliber 5,56 x 45 mm)
- Автомат AUG A3 (Steyr-Mannlicher AG & Co KG)
- Пистолет Walther P99 (Walther)
- Пистолет Glock 17
- Пистолет HK P7M13 (Heckler & Koch)
- Пистолет Smith & Wesson Bodyguard (Kaliber.38 Spezial)
- Пистолет HK USP (Heckler & Koch)
- Ручной гранатомёт HK-69 (Heckler & Koch)
- Гранатомёт Armbrust (Messerschmitt-Bolkow-Blohm)
- Ружьё HK 502 12
- Ружьё Remington 870 12/76
- Ружьё Benelli M3 Super 90
- Боевой нож Glock 78

## Операции
- 1974 г. — Чемпионат мира по футболу 1974 (Германия)
- 1976 г. — Зимние Олимпийские игры 1976 (Австрия)
- октябрь 1977 г. — штурм захваченного террористами «Боинга-737» №LH181 в Могадишо (операция «Магический огонь»)
- 1982 г. — арест террористов из RAF Монхаупта и Шульца
- 23 июня 1993 г. — операция «Weinprobe» (задержание террористов из RAF Вольфганга Грамса и Биргит Хогефельд в Бад-Клайнене), в ходе которой был застрелен один и ранен ещё один сотрудник спецподразделения[1]
- 1993 г. — освобождение заложников в самолёте компании KLM в Дюссельдорфе[2]
- 1994 г. — освобождение заложников в ИТК в Касселе[2]
- 1999 г. — арест Мартина Капрана в Кёльне[2]
- 1999 г. — арест двух членов «красных бригад» в Берлине[2]
- 1999 г. — освобождение заложников в Центральном земельном банке в Ахене[2]
- 2000 г. — консультации филиппинских спецслужб при освобождении заложников[2]
- 2001 г. — арест двух шпионов в Гейдельберге[2]
- 2001 г. — консультирование египетских спецслужб в ходе операции по освобождению четырёх немецких туристов[2]
- 2001 г. — арест нескольких террористов, связанных с организаторами теракта 11 сентября 2001 года в США[2]
- 2003 г. — Защита сотрудников федерального агентства технического рельефа (Багдад, Ирак)
- 2004 г. — охрана посольства ФРГ в Багдаде (было убито два офицера GSG-9[3])
- 2006 г. — Чемпионат мира по футболу 2006 (Германия)
- 2016 г. — разгром сирийской преступной группировки, занимавшаяся нелегальной переправкой беженцев в Европу.
- 2016 г. — участие в антитерорристической операции в Мюнхене.
- 2022 г. — заговор с целью государственного переворота в Германии.